# Cybaeopsis theoblicki
Espèce
Synonymes
- Callobius theoblicki Bosmans, 2021

Cybaeopsis theoblicki est une espèce d'araignées aranéomorphes de la famille des Amaurobiidae.

## Distribution
Cette espèce est endémique du Portugal. Elle se rencontre dans les districts de Porto, de Viano do Castelo, de Vila Real et de Castelo Branco.

## Description
Les mâles mesurent de 3,8 à 4,0 mm et les femelles de 3,0 à 4,5 mm.

## Systématique et taxinomie
Cette espèce a été décrite sous le protonyme Callobius theoblicki par Bosmans en 2021. Elle est placée dans le genre Cybaeopsis par Ballarin et Pantini en 2022.

## Étymologie
Cette espèce est nommée en l'honneur de Theo Blick.

## Publication originale
- Bosmans, 2021 : « Notes on Amaurobiidae (Araneae) of the Western Mediterranean region, with the description of a new species. » Arachnology, vol. 18, no 8, p. 873-882.